# Bahnhof Jōmō-Kōgen
Der Bahnhof Jōmō-Kōgen (jap. 上毛高原駅, Jōmō-Kōgen-eki) ist ein Bahnhof auf der japanischen Insel Honshū, betrieben von der Bahngesellschaft JR East. Er befindet sich in der Präfektur Gunma auf dem Gebiet der Stadt Minakami und wird ausschließlich von Shinkansen-Zügen bedient.

## Verbindungen
Jōmō-Kōgen ist ein Zwischenbahnhof an der Schnellfahrstrecke Jōetsu-Shinkansen, die Ōmiya durch das Mikuni-Gebirge hindurch mit Niigata verbindet. Üblicherweise halten hier stündlich Züge der Shinkansen-Gattungen Tanigawa und Max Tanigawa, die alle Stationen zwischen Tokio und Echigo-Yuzawa bedienen. Vereinzelte Züge verkehren bis Niigata; abends werden Zusatzzüge (vor allem für abreisende Touristen) angeboten. Auf dem Bahnhofsvorplatz befindet sich ein Busterminal mit drei Haltestellen, der von sechs Linien der Gesellschaft Kan’etsu Kōtsū bedient wird; hinzu kommt während der Saison ein Shuttlebus zum Wintersportgebiet Minakami-Hōdaigi.

## Anlage
Der Bahnhof steht im Stadtteil Tsukiyono an der Westseite des Tone-Tals. In der Nähe befinden sich mehrere Onsen von großer touristischer Bedeutung (Kaminoku, Namezawa, Tsukiyono, Kawafuru, Sarugakyō, Hōshi, Yujuku). Hinzu kommen der Gakurinji-Tempel und eine Michi-no-eki-Raststätte. Der Bahnhof Gokan an der Jōetsu-Linie ist rund drei Kilometer südöstlich zu finden. Die auf einem Viadukt befindliche Anlage ist von Süden nach Norden ausgerichtet und umfasst vier Gleise, von denen zwei den hier haltenden Zügen dienen. Diese liegen an zwei Seitenbahnsteigen, mit zwei Durchfahrtsgleisen dazwischen. Der gesamte Bahnhof ist überdacht und von Lärmschutzwänden umgeben. Ebenerdig befindet sich die von zwei Seiten her zugängliche Verteilerebene mit Verkaufseinrichtungen und Dienstleistungen. Treppen, Aufzüge und Rolltreppen führen über eine Zwischenebene hinauf zu den Bahnsteigen.
Im Fiskaljahr 2019 nutzten täglich durchschnittlich 719 Fahrgäste den Bahnhof.

## Bilder

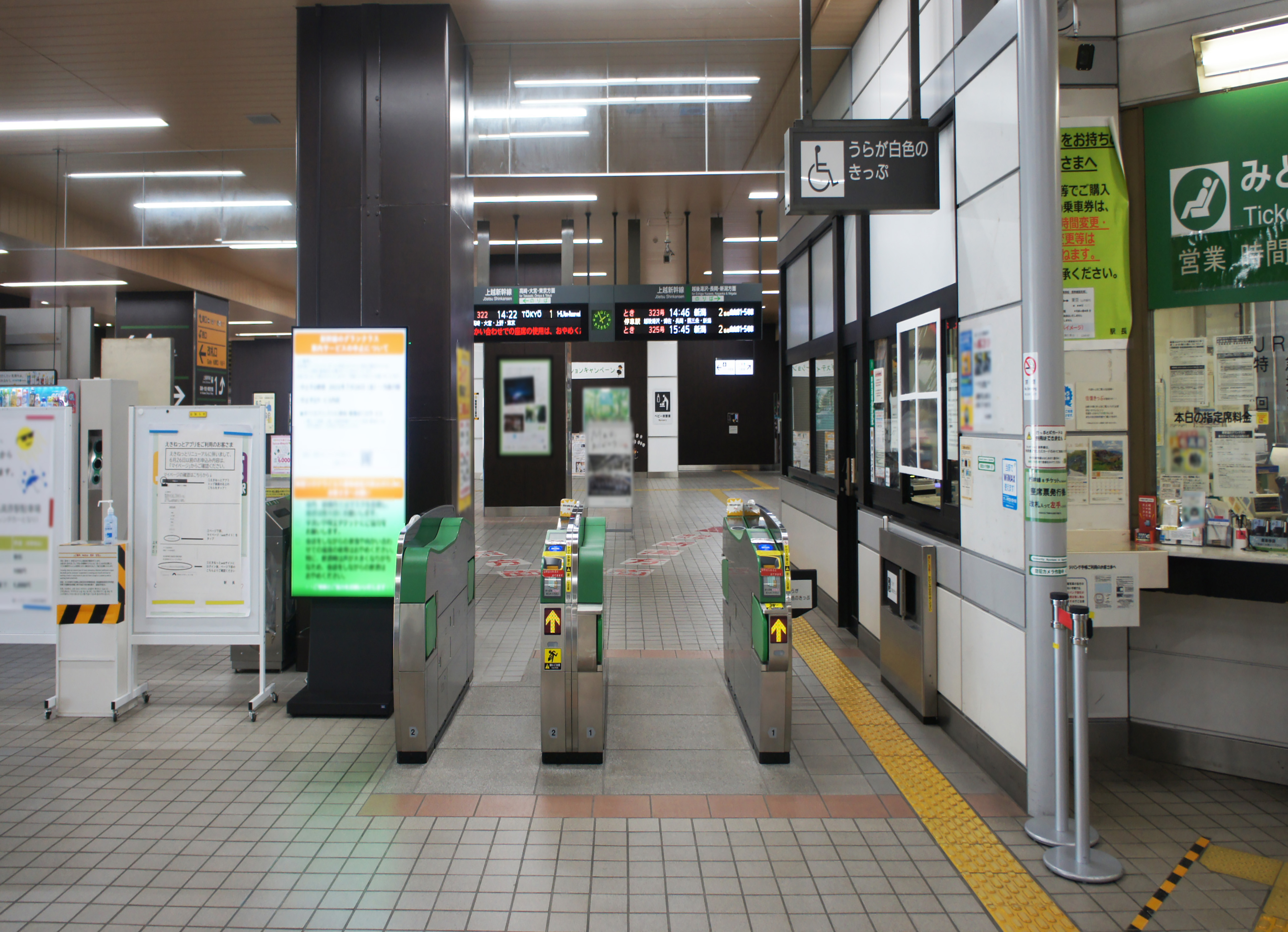
Bahnsteigsperren
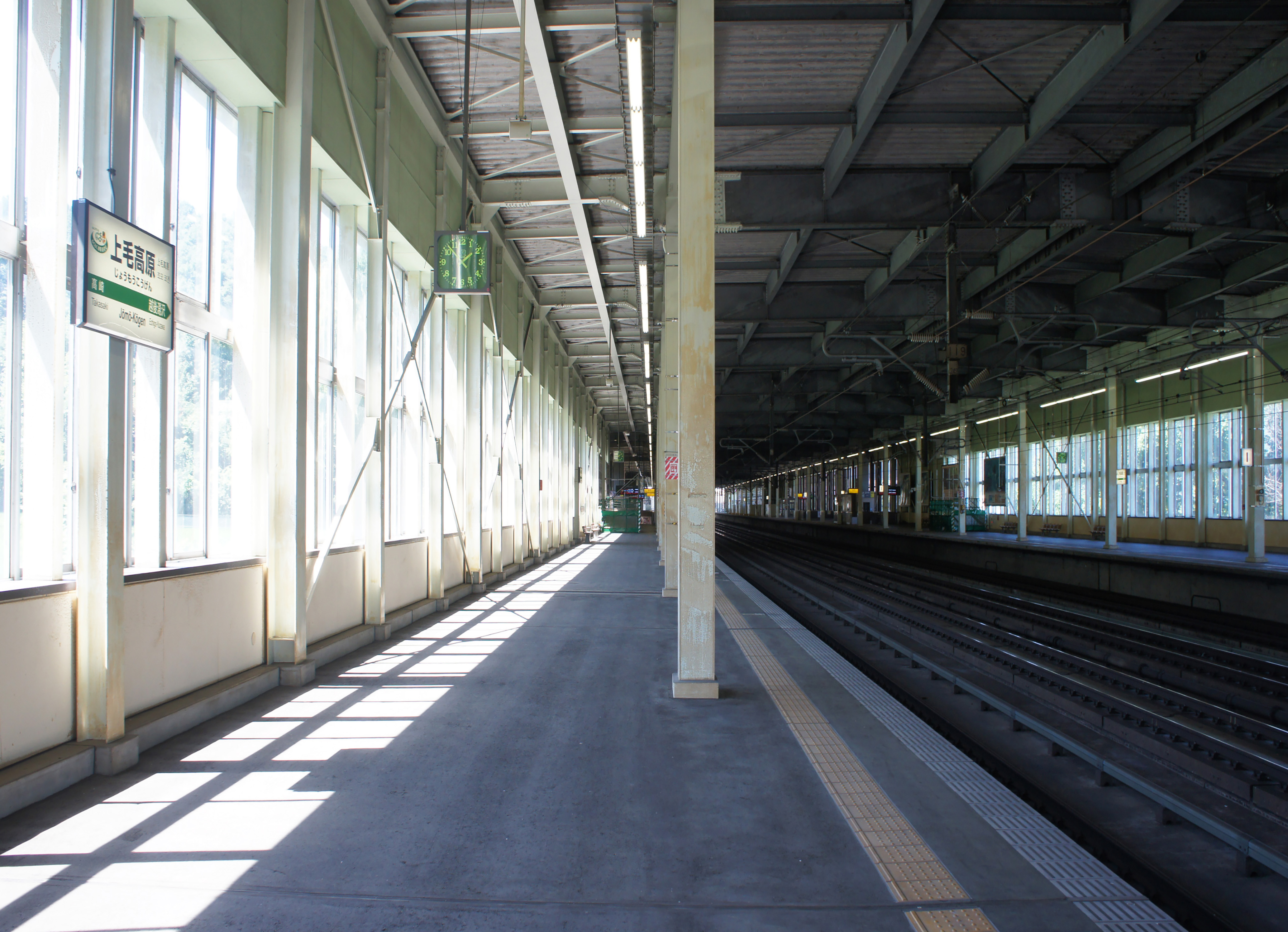
Bahnsteig und Durchfahrtsgleise
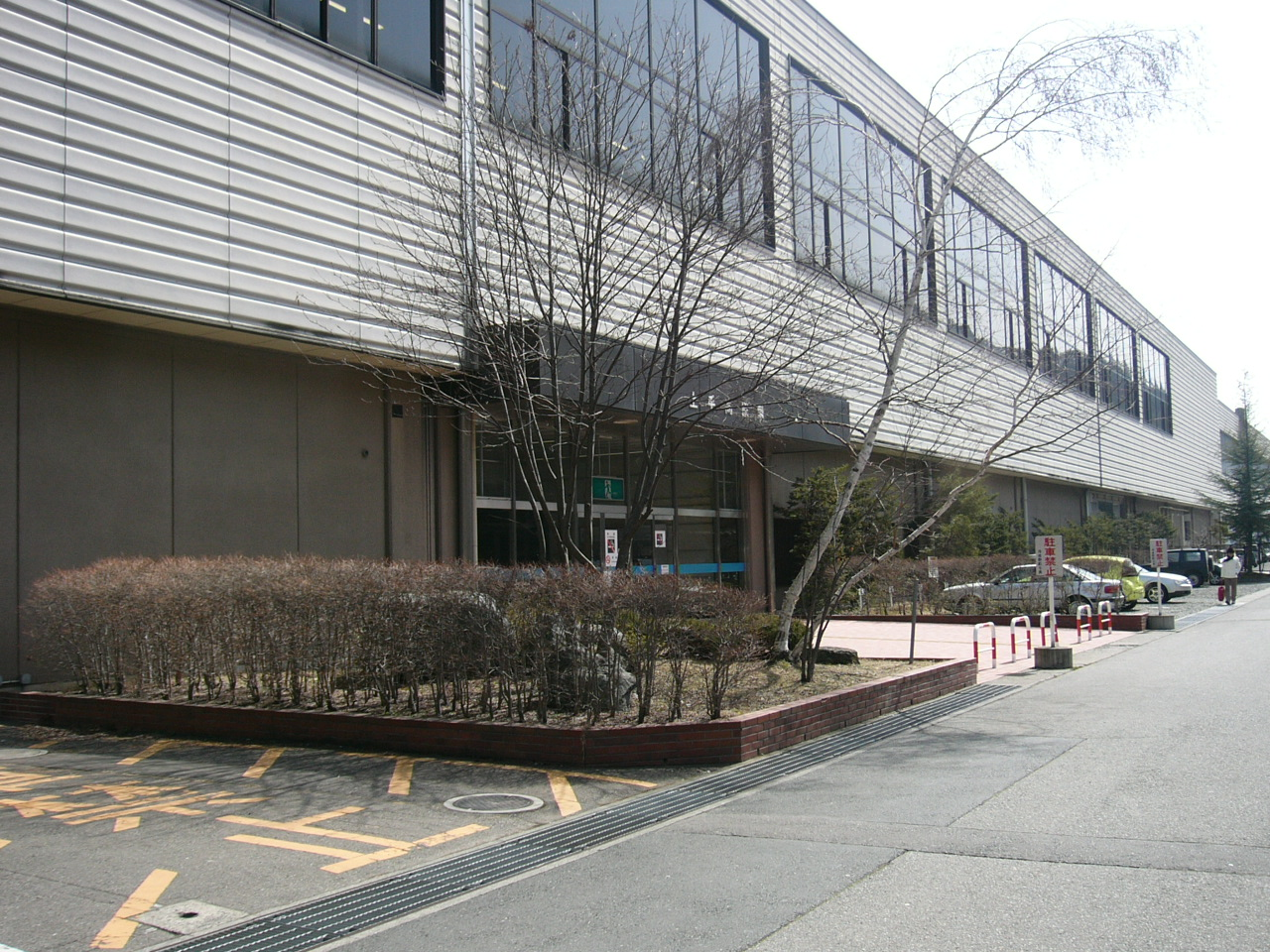
Westeingang
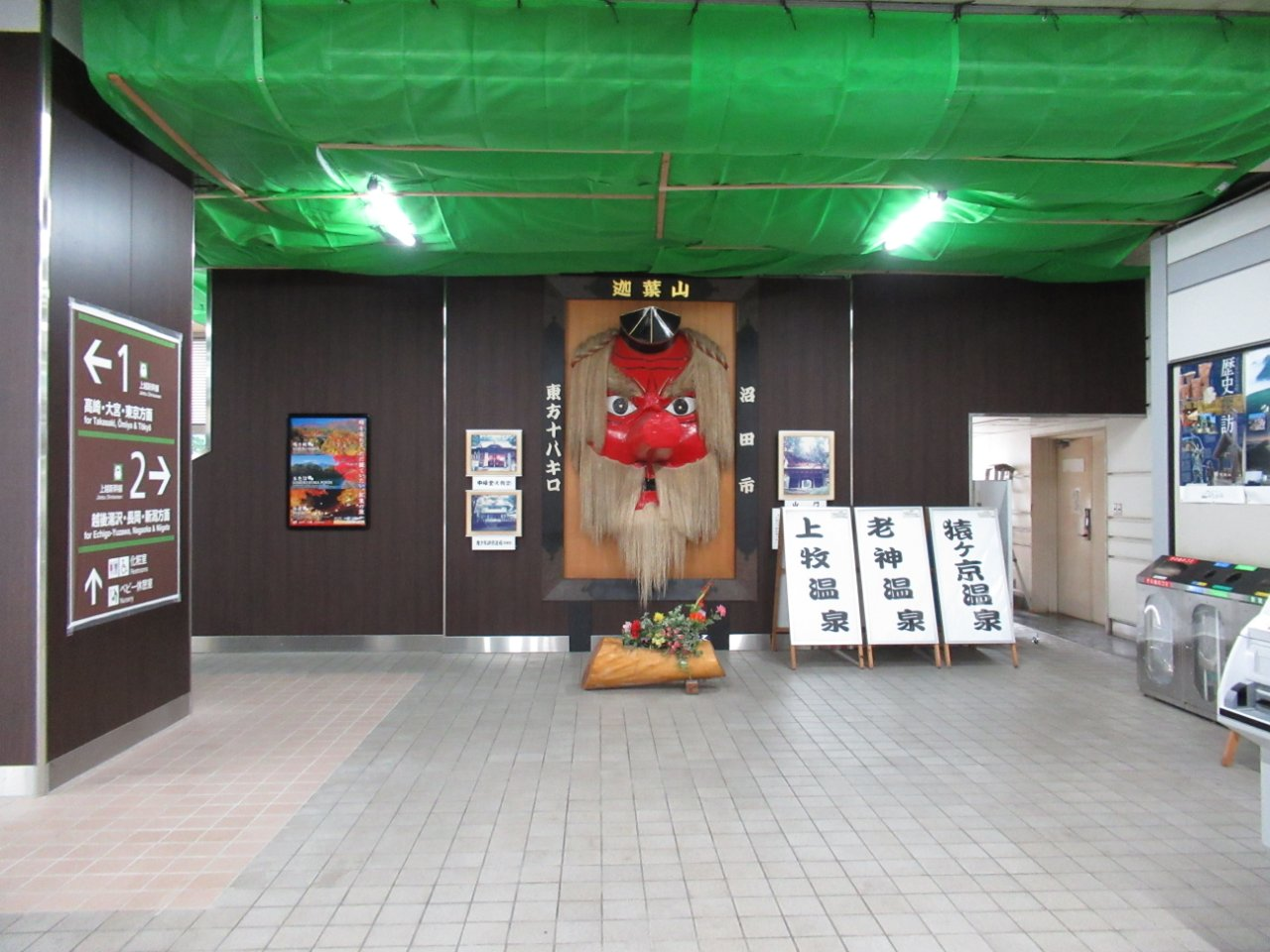
Zwischenebene

## Gleise
| 1 | ▉ Jōetsu-Shinkansen | Takasaki • Ōmiya • Tokio          |
| 2 | ▉ Jōetsu-Shinkansen | Echigo-Yuzawa • Nagaoka • Niigata |

## Linien
| Verlauf der Jōetsu-Shinkansen                                                                                       |
| --- |
| Ōmiya • Kumagaya • Honjō-Waseda • Takasaki • Jōmō-Kōgen • Echigo-Yuzawa • Urasa • Nagaoka • Tsubame-Sanjō • Niigata |

## Geschichte
Die Japanische Staatsbahn nahm den Bahnhof am 15. November 1982 in Betrieb, zusammen mit der Jōetsu-Shinkansen auf ihrer gesamten Länge zwischen Ōmiya und Niigata. Am 15. Juli 1985 wurde unter den Hochbahngleisen des Bahnhofs eine Wasserentnahmestelle für das Mineralwasser Dai-Shimizu (heute From AQUA) installiert, das aus dem Dai-Shimizu-Tunnel gepumpt und anschließend in Flaschen abgefüllt wird. Im Rahmen der Staatsbahnprivatisierung ging der Bahnhof am 1. April 1987 in den Besitz der neuen Gesellschaft JR East über, die am selben Tag ein Reisezentrum eröffnete. Im Dezember 2012 stellte die Stadtverwaltung von Minakami erstmals den Antrag, den Bahnhofsnamen zu ändern. Die Bezeichnung Jōmō-Kōgen („Jōmō-Hochebene“) sei stets nur provisorisch gewesen, zu ungenau und nehme keinerlei Bezug auf die Standortgemeinde. Im September 2022 verlieh die Stadtverwaltung ihrer Forderung Nachdruck, indem sie der Unternehmensleitung von JR East eine entsprechende Petition mit 15.000 Unterschriften überreichte.